# Station Olomouc hlavní nádraží

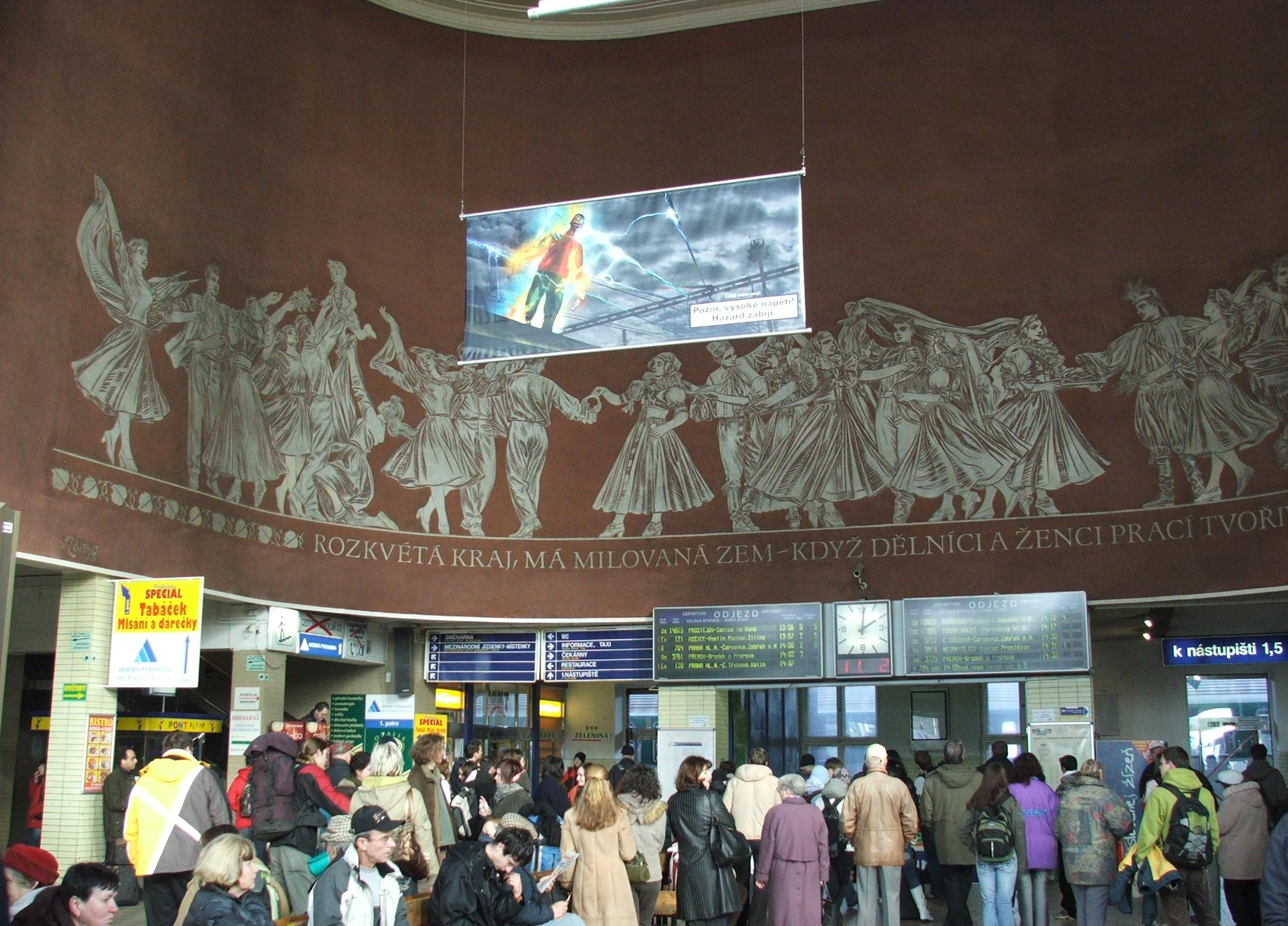
Een sgraffito van de hand van Wilhelm Zlamal in de vertrekhal van Olomouc hlavní nádraží.

Olomouc hlavní nádraží (Nederlands: Olomouc Hoofdstation, vaak afgekort tot Olomouc hl.n., Duits vroeger: Olmütz Haubtbahnhof) is een groot spoorwegstation in de Tsjechische stad Olomouc. Het station is een internationaal knooppunt voor treinen uit onder andere Polen en Slowakije. Olomouc hlavní nádraží werd 30 jaar eerder geopend dan het belangrijkste station van Praag, Praha hlavní nádraží. 
Het huidige gebouw dateert uit de jaren dertig en werd ontworpen door Antonín Parkmann. De socialistisch-realistische sgraffiti in de centrale hal werden in 1960 aangebracht. 
Het station staat in de wijk Hodolany, ten oosten van het stadscentrum. Om dat te bereiken moet de rivier de Morava worden overgestoken.  

## Geschiedenis
- 17 oktober 1841 - De eerste trein uit Wenen komt aan.
- 20 augustus 1845 - De eerste trein op het traject Wenen-Praag via Olomouc rijdt door het station.
- Vanaf 1845 rijden er omnibussen tussen het centrum van Olomouc en het station.
- 1 april 1899 - Olomouc hlavní nádraží wordt aangesloten op het tramnetwerk van Olomouc.
- 6 november 2006 - De nieuwe tunnel onder het spoor door wordt in gebruik genomen. De tunnel verbindt de perroneilanden met de wijk Hodolany.[2]

Ten zuidwesten van het station bevond zich aanvankelijk station Olomouc místní nádraží (Olmütz Lokalbahnhof). Dit station was het beginpunt van de lijn naar Drahanovice. Later heeft het hoofdstation deze functie overgenomen. 

## Verbindingen
Vanaf Olomouc hlavní nádraží vertrekt zowel internationaal als nationaal treinverkeer. Zo is er tussen Praag en Košice via Olomouc de Košičan en zijn er nachtverbindingen van Praag naar Warschau en Krakau via Olomouc.
De volgende spoorlijnen lopen vanaf, naar of via station Olomouc hlavní nádraží:
- lijn 270: Česká Třebová - Bohumín
- lijn 275: Olomouc – Drahanovice
- lijn 290: Olomouc - Šumperk
- lijn 301: Nezamyslice - Olomouc
- lijn 310: Olomouc - Opava

## Museum
Aan de oostkant van het station is in een voormalige locomotiefloods het Muzeum ČD v Olomouci gevestigd.
Česká Třebová ↔ Třebovice v Čechách ↔ Rudoltice v Čechách ↔ Lukavá u Rudoltic v Čechách ↔ Žichlínek ↔ Krasíkov ↔ Tatenice ↔ Holštejn ↔ Lupěné ↔ Zábřeh na Moravě ↔ Lukavice na Moravě ↔ Mohelnice ↔ Moravičany ↔ Červenka ↔ Střeň ↔ Štěpánov ↔ Olomouc hlavní nádraží ↔ Grygov ↔ Brodek u Přerova ↔ Rokytnice u Přerova ↔ Přerov ↔ Prosenice ↔ Osek nad Bečvou ↔ Lipník nad Bečvou ↔ Drahotuše ↔ Hranice na Moravě ↔ Bělotín ↔ Polom ↔ Jeseník nad Odrou ↔ Suchdol nad Odrou ↔ Hladké Životice · Mošnov, Ostrava Airport ↔ Studénka ↔ Jistebník ↔ Polanka nad Odrou ↔ Ostrava-Svinov ↔ Ostrava-Mariánské Hory ↔ Ostrava hlavní nádraží ↔ Ostrava-Hrušov ↔ Bohumín
Olomouc hlavní nádraží · Olomouc místní nádraží ↔ Olomouc-Smetanovy sady ↔ Olomouc-Nová Ulice ↔ Olomouc město ↔ Olomouc-Hejčín ↔ Olomouc-Řepčín ↔ Horka nad Moravou ↔ Skrbeň ↔ Příkazy ↔ Senice na Hané ↔ Náměšť na Hané ↔ Drahanovice
Olomouc hlavní nádraží ↔ Hlušovice ↔ Bohuňovice ↔ Štarnov ↔ Šternberk ↔ Babice u Šternberka ↔ Mladějovice ↔ Újezd u Uničova ↔ Uničov zastávka ↔ Uničov ↔ Troubelice ↔ Troubelice zastávka ↔ Nová Hradečná ↔ Libina ↔ Hrabišín ↔ Nový Malín ↔ Šumperk
Nezamyslice ↔ Doloplazy ↔ Pivín ↔ Čelčice ↔ Bedihošť ↔ Prostějov hlavní nádraží ↔ Vrahovice ↔ Kraličky ↔ Vrbátky ↔ Blatec ↔ Kožušany ↔ Nemilany ↔ Olomouc-Nové Sady ↔ Olomouc hlavní nádraží
Olomouc hlavní nádraží ↔ Bystrovany ↔ Velká Bystřice ↔ Velká Bystřice zastávka ↔ Hlubočky-Mariánské údolí ↔ Hlubočky zastávka ↔ Hlubočky ↔ Hrubá Voda zastávka ↔ Hrubá Voda ↔ Hrubá Voda-Smilov ↔ Jívová ↔ Domašov nad Bystřicí ↔ Moravský Beroun ↔ Dětřichov nad Bystřicí ↔ Lomnice u Rýmařova ↔ Valšov ↔ Bruntál ↔ Milotice nad Opavou ↔ Zátor ↔ Brantice ↔ Krnov ↔ Krnov-Cvilín ↔ Úvalno ↔ Skrochovice ↔ Holasovice ↔ Vávrovice ↔ Opava západ ↔ Opava východ